# Bou Ismaïl
Bou Ismaïl (em árabe: بو اسماعيل), anteriormente Castiglione durante a colonização francesa, é uma comuna localizada na província de Tipasa, Argélia. Sua população estimada em 2008 era de 41 684 habitantes.